# Bigotti
Bigotti, înregistrată legal sub numele Graftex Prodcom SRL, este o companie producătoare de îmbrăcăminte din România.
Compania a fost înființată în anul 1997 și distribuie și produce brandul de vestimentație masculină de lux Bigotti, cu 4 colecții variate ca stil: Bigotti Clasic, vestimentație business în stil clasic; Bigotti Smart Casual, produse intermediare, între clasic și casual; EgoBigotti, ținute casual, trendy; Artigiani, brand care se adresează consumatorului sofisticat cu exigențe ridicate.
În anul 2008, compania deținea 28 de magazine Bigotti în România, unul în Ucraina, la Odesa, și două în Bulgaria, la Sofia.
În anul 2018, compania deține 32 de magazine fizice Bigotti în România si un magazin online, www.bigotti.ro.
Număr de angajați:
- 2008: 240[1]
- 2002: 185[2]

Cifra de afaceri:
- 2006: 9,5 milioane euro[1]
- 2001: 3 milioane euro[2]